# Jeff Wootton
Jeff Wootton (de son vrai prénom Jeffrey.) est un musicien Anglais né le 12 mai 1988 et originaire de Manchester. C'est un guitariste qui a joué avec d'autres personnalités comme Damon Albarn, dans Gorillaz ou encore Paul Simonon de The Clash. Plus tard, il sera pris par Liam Gallagher pour jouer de la basse dans le groupe Beady Eye. Il joue également dans le groupe The Verve aux côtés de Simon Jones et Nike McCabe. 
En 2014, il participe à la tournée de Damon Albarn, à l'occasion de son album Everyday Robots, au côté de PauliThePsm, Mike Smith et Seye. Ce groupe étant renommé The Heavy Seas par Damon Albarn.  
Carrière solo :
Fin 2015, Jeff Wootton sort son premier album solo au son résolument psychédélique/progressif, intitulé The way the light. Cet album, sur lequel on entend pour la première fois sa voix, démontre les traces laissées par les différents groupes que Jeff a suivis en tant que sideman. Pink floyd et Jimi Hendrix ont probablement aussi influencé le jeune guitariste dans la réalisation de ce vinyl.   
Guitares
Avec Gorillaz : 
- Une fender mustang 65' reissue
- Une fender jaguar american vintage 72'
- Une fender jaguar personnalisée

Avec Beady Eye : Une fender jazz-bass 75'